# Frank Pearce

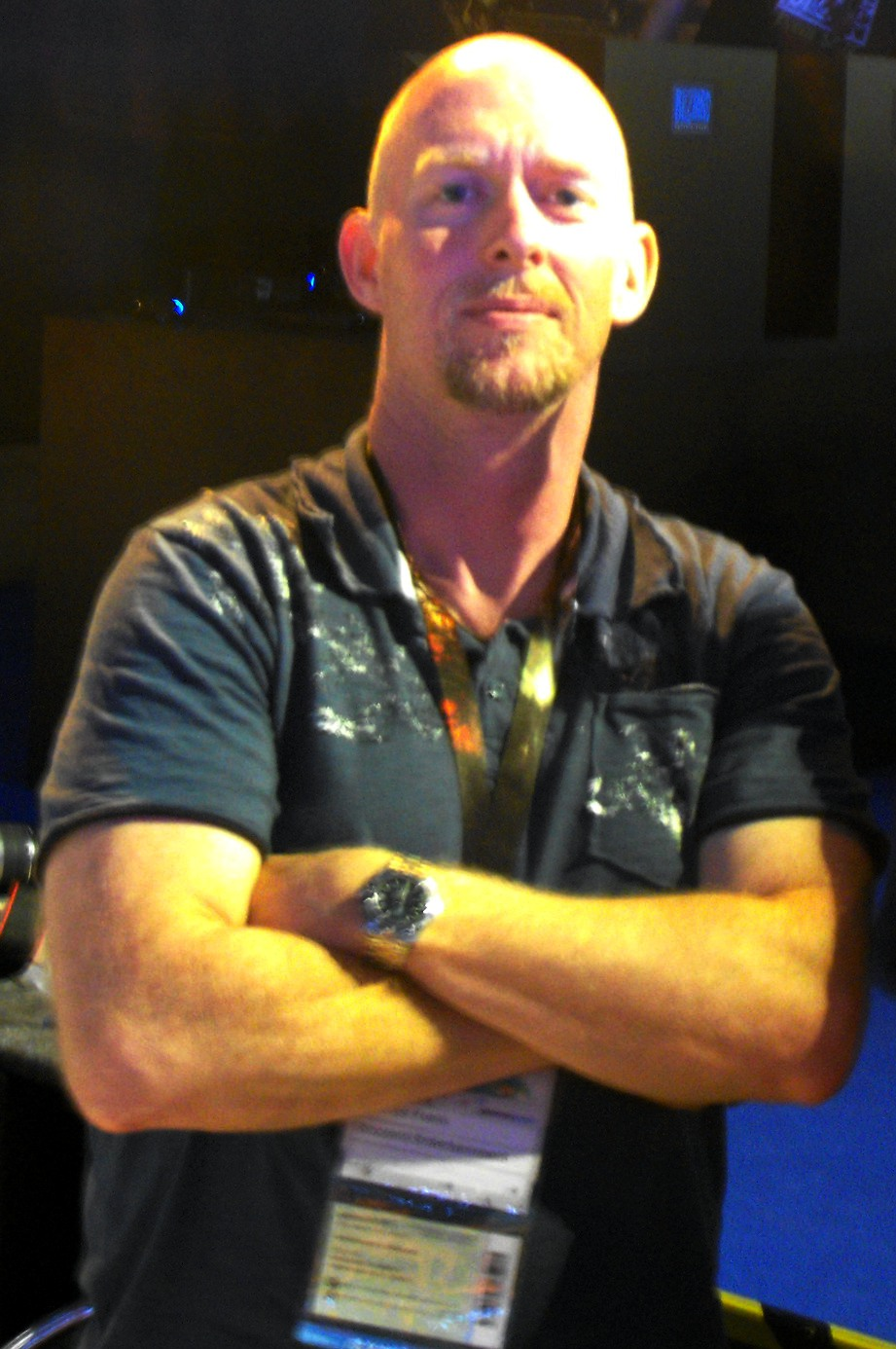
Frank Pearce

Frank Pearce ist ein US-amerikanischer Programmierer und Unternehmer. 1991 zählte er zu den drei Gründern von Silicon & Synapse. Aus diesem Unternehmen ging Blizzard Entertainment hervor, deren Vizepräsident Pearce wurde.
Zusammen mit Michael Morhaime als Präsident veröffentlichten sie einige der erfolgreichsten Computerspiele der Geschichte. Unter anderem die Warcraft-, Starcraft- und Diabloserien.
Am 19. Juli 2019 gab Frank Pearce bekannt, Blizzard Entertainment zu verlassen.

## Spiele
An folgenden Spielen und Plattformen war Pearce direkt beteiligt:
Produzent
- World of Warcraft
- Diablo II
- Diablo II: Lord of Destruction
- StarCraft
- StarCraft: BroodWar
- Warcraft II: Tides of Darkness

Entwickler
- Warcraft: Orcs & Humans
- Diablo
- Battle.net